# Eruguera de Manus
L'eruguera de Manus (Coracina ingens) és una espècie d'ocell de la família dels campefàgids (Campephagidae). Habita boscos i manglars de les Illes de l'Almirallat.